# Trypetisoma tenuipenne
Trypetisoma tenuipenne är en tvåvingeart som först beskrevs av Malloch 1930.  Trypetisoma tenuipenne ingår i släktet Trypetisoma och familjen lövflugor. Inga underarter finns listade i Catalogue of Life.